# Vahlkampfia longicauda
Vahlkampfia longicauda – gatunek eukariotów należący do kladu Tetramitia wchodzącego w skład supergrupy excavata.
Trofozoit osiąga wielkość 7,5 – 20 μm. Nie stwierdzono występowania cyst. Występuje w Bałtyku